# Akhona Makalima

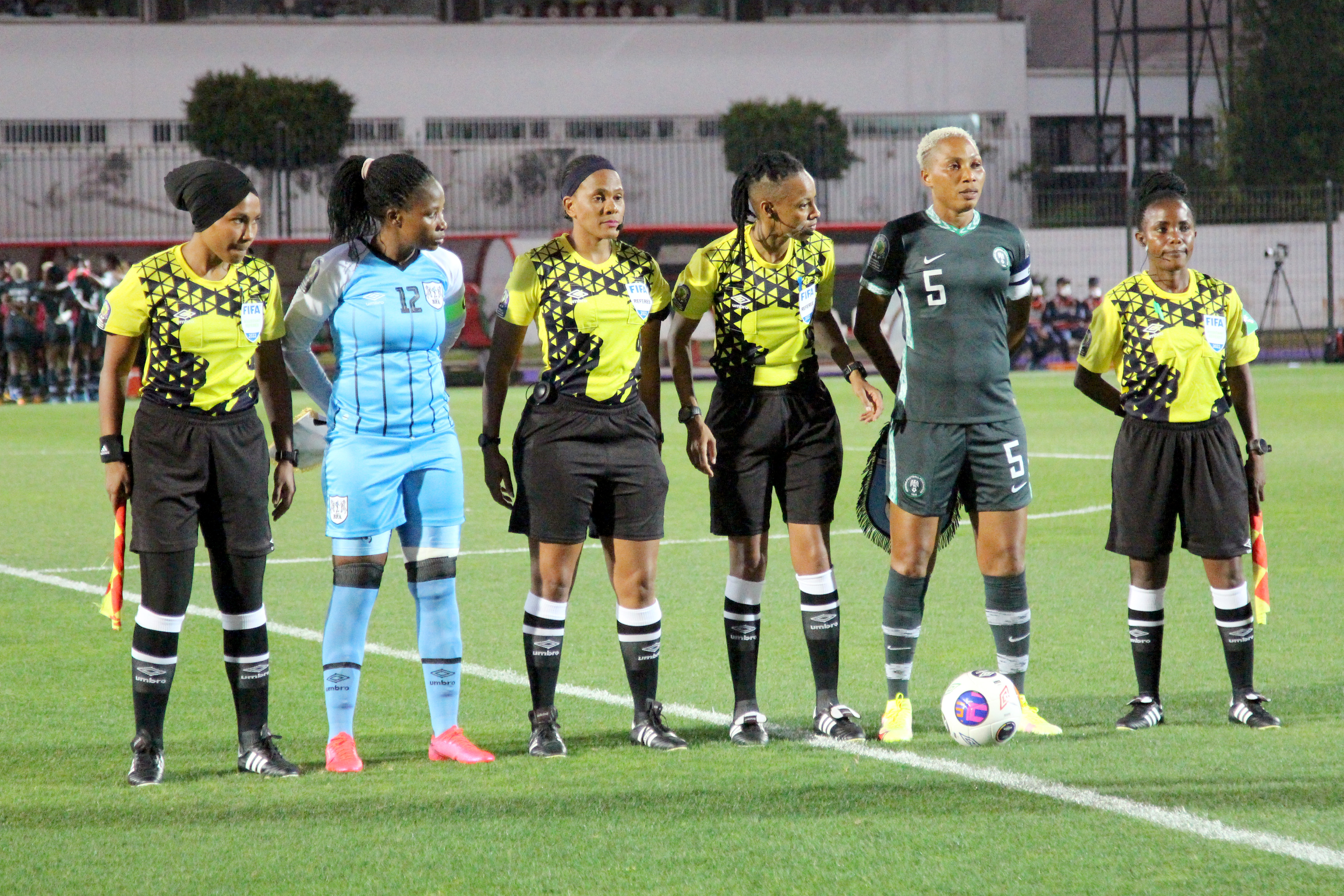
Akhona Makalima (dritte von links)

Akhona Zennith Makalima, auch Makhalima (* 27. März 1988), ist eine südafrikanische Fußballschiedsrichterin.

## Werdegang
Seit 2014 steht Makalima auf der Liste der FIFA-Schiedsrichter und leitet internationale Fußballspiele.
Makalima war bislang bei zwei Afrika-Cups im Einsatz. Beim Afrika-Cup 2016 in Kamerun leitete Makalima ein Gruppenspiel. Beim Afrika-Cup 2022 in Marokko leitete sie ein Spiel in der Gruppenphase sowie das Viertelfinale zwischen Kamerun und Nigeria (0:1).
Zudem pfiff sie bei der U-20-Weltmeisterschaft 2022 in Costa Rica zwei Gruppenspiele.
Im Januar 2023 wurde Makalima für die Weltmeisterschaft 2023 in Australien und Neuseeland nominiert.